# Днепргидроэнерго
«Днепргидроэнерго» (укр. Дніпрогідроенерго) — украинская гидроэнергетическая компания, существовавшая в период с 1994 по 2004 годы. Штаб-квартира компании была расположена в городе Вышгород.

## История
В декабре 1994 года на базе гидроэлектростанций Днепровского каскада указом Министерства энергетики Украины было создано Государственное предприятие (ГП) «Днепргидроэнерго», которое в 1995 году реорганизовали в Государственную акционерную гидроэнергогенерирующую компанию (ГАГК) «Днепргидроэнерго».
В 2004 году произошло слияние государственных акционерных компаний «Днепргидроэнерго» и «Днестргидроэнерго» в Открытое акционерное общество «Укргидроэнерго», существующее в настоящее время.

## Деятельность
ГАГК «Днепргидроэнерго» включала электростанции, образующие Днепровский энергокаскад: 
- Киевская ГЭС,
- Каневская ГЭС,
- Кременчугская ГЭС,
- Среднеднепровская ГЭС,
- ДнепроГЭС (Днепровская ГЭС-1 и Днепровская ГЭС-2),
- Каховская ГЭС,

а также: 
- Киевскую ГАЭС.

Суммарная установленная мощность гидроэлектростанций компании составляла 3906,9 МВт. Производство электроэнергии в среднем за год составляло 9,8 млрд кВт•час.
В компании работало 1850 человек, из них 570 — инженерно-технические сотрудники.